# Burkholderia
Die Gattung Burkholderia (ehemals Teil der Gattung Pseudomonas) umfasst eine Gruppe überall vorkommender, gramnegativer, beweglicher und stäbchenförmiger Bakterien, die teilweise pathogen für Menschen, Tiere und Pflanzen sind, aber auch für die Umwelt wichtige Arten enthält. Viele sind auf Sauerstoff angewiesen, sie sind obligat aerob. Einige können auch in Abwesenheit von Sauerstoff leben, anstatt Sauerstoff nutzen sie Nitrat durch den Stoffwechselweg der Denitrifikation zur Atmung.
Einige Burkholderia-Arten gehen mit dem Schimmelpilz Rhizopus microsporus eine Symbiose ein (Burkholderia rhizoxinica und Burkholderia endofungorum) und produzieren
dabei das Toxin Rhizoxin.

## Nutzung
Insbesondere Burkholderia xenovorans (ehemals Pseudomonas cepacia, dann Burkholderia cepacia und Burkholderia fungorum) ist anerkannt für seine Fähigkeit, chlororganische Pestizide und polychlorierte Biphenyle (PCB) abzubauen. Verschiedene Arten (Burgholderia spec.) sind auch für den Abbau von Naphthalin geeignet.

## Pathogenität
Die Verwendung von Burkholderia-Arten für landwirtschaftliche Zwecke (wie biologischer Abbau, biologische Schädlingsbekämpfung und als das Pflanzenwachstum unterstützende Wurzelbakterien) ist Anlass für Diskussionen über die möglichen pathogenen Wirkungen auf immunsupprimierte Menschen (speziell Patienten mit Zystischer Fibrose (Mukoviszidose) und solche, die an Krankenhausinfektionen leiden).
Wegen ihrer Antibiotika-Resistenz und der hohen Mortalität der von ihnen verursachten Krankheiten (Burkholderia mallei und Burkholderia pseudomallei) gelten sie auch als mögliche Biowaffen-Agentien, die man gegen Mensch und Tier einsetzen kann.
Folgende Arten sind für ihre Menschen- oder Tierpathogenität bekannt:
- Burkholderia mallei, Erreger des Rotz der Unpaarhufer; ist auch für Menschen pathogen
- Burkholderia pseudomallei, Erreger der Melioidose
- Burkholderia cepacia, eine wichtige Ursache einer mit Zystischer Fibrose einhergehenden Lungeninfektion beim Menschen

## Name
Die Gattung wurde 1992 (mit Errata 1993) von Eiko Yabuuchi und ihren Mitarbeitern nach dem Phytopathologen Walter Hagemeyer Burkholder benannt, der Mitte des 20. Jahrhunderts an der Cornell University lehrte und eine Reihe pflanzenpathogener Bakterien beschrieb.

## Arten
Folgende Arten zählen zu der Gattung Burkholderia:
- Burkholderia ambifaria Coenye et al. 2001
- Burkholderia andropogonis (Smith 1911) Gillis et al. 1995
- Burkholderia anthina Vandamme et al. 2002
- Burkholderia brasilensis
- Burkholderia caledonica Coenye et al. 2001
- Burkholderia caribensis Achouak et al. 1999
- Burkholderia caryophylli (Burkholder 1942) Yabuuchi et al. 1993
- Burkholderia cenocepacia Vandamme et al. 2003
- Burkholderia cepacia (Palleroni & Holmes 1981) Yabuuchi et al. 1993 (Typusart)
- Burkholderia cepacia complex
- Burkholderia dolosa Vermis et al. 2004
- Burkholderia endofungorum Partida-Martinez et al. 2007
- Burkholderia fungorum Coenye et al. 2001
- Burkholderia gladioli (Severini 1913) Yabuuchi et al. 1993
- Burkholderia glathei (Zolg & Ottow 1975) Vandamme et al. 1997
- Burkholderia glumae (Kurita & Tabei 1967) Urakami et al. 1994
- Burkholderia graminis Viallard et al. 1998
- Burkholderia hospita Goris et al. 2003
- Burkholderia kururiensis Zhang et al. 2000
- Burkholderia mallei (Zopf 1885) Yabuuchi et al. 1993
- Burkholderia multivorans Vandamme et al. 1997
- Burkholderia paludis Ong et al. 2016
- Burkholderia phenazinium (Bell & Turner 1973) Viallard et al. 1998
- Burkholderia phenoliruptrix Coenye et al. 2005
- Burkholderia phymatum Vandamme et al. 2003
- Burkholderia phytofirmans Sessitsch et al. 2005
- Burkholderia plantarii (Azegami et al. 1987) Urakami et al. 1994
- Burkholderia pseudomallei (Whitmore 1913) Yabuuchi et al. 1993
- Burkholderia pyrrocinia (Imanaka et al. 1965) Vandamme et al. 1997
- Burkholderia rhizoxinica Partida-Martinez et al. 2007
- Burkholderia sacchari Brämer et al. 2001
- Burkholderia singaporensis
- Burkholderia sordidicola Lim et al. 2003
- Burkholderia stabilis Vandamme et al. 2000
- Burkholderia terricola Goris et al. 2003
- Burkholderia thailandensis Brett et al. 1998
- Burkholderia tropica Reis et al. 2004
- Burkholderia tuberum Vandamme et al. 2003
- Burkholderia ubonensis corrig. Yabuuchi et al. 2000
- Burkholderia unamae Caballero-Mellado et al. 2004
- Burkholderia vietnamiensis Gillis et al. 1995
- Burkholderia xenovorans Goris et al. 2004